# Пионер (канонерская лодка)
Каноне́рская ло́дка «Пионер» — посыльное судно Российского Императорского флота, затем, в различных качествах, в том числе канонерской лодки, корабль служил в ВМФ СССР.

## История строительства и службы
Заложен как буксировщик артиллерийских щитов. Вооружен трофейными немецкими пушками, снятыми с крейсера «Магдебург». Участвовал в I мировой войне 1914—1918 годов и Февральской буржуазно-демократической революции. 11 марта 1918 года переклассифицирован в гидрографическое судно и включен в гидрографический отряд финских шхер Балтийского флота. Весной 1918 года перешел из Гельсингфорса в Кронштадт (Ледовый поход Балтийского флота).
Участвовал в Гражданской войне, входил в ДОТ. 17 мая 1921 года переклассифицирован в сторожевое судно и передан в распоряжение МПО ОГПУ. 31 октября 1923 года принято от МПО в состав МСБМ и сдано в порт на хранение.
24 ноября 1923 года возвращен в класс посыльных судов и включен в сводный дивизион учебных судов МСБМ. 5 февраля 1925 года переименован в «Пионер».
С 1 октября 1929 года находился в резерве, с 23 декабря 1929 года входил в ОУК, с 13 апреля 1932 года — в бригаду подводных лодок МСБМ и с 20 января 1935 года — в бригаду ТКА КБФ. В 1938 году разоружен и передан БГМП НКМФ.
10 ноября 1939 года вновь принят в состав плавсредств бригады ТКА КБФ и 16 мая 1941 года переклассифицирован в канонерскую лодку.
С 22 июня 1941 года входил в Шхерный отряд КБФ, участвовал в Великой Отечественной войне (оборона Ленинграда). 27 сентября 1941 году затонул в открытой части Ленинградского морского канала от ударов ВВС противника.
28—29 октября 1943 года поднят и 30 ноября 1945 года, после капитального ремонта, вновь вошел в состав Краснознаменного Балтийского флота.
13 ноября 1951 года возвращен в класс посыльных судов и переименован в «Тагул», 3 октября 1957 года переформировано в БРН (БРН-38), а 28 января 1959 года сдан в ОФИ для разборки на металл.